# Aeronautics
Aeronautics är ett musikalbum som släpptes den 24 januari 2005 av power metal-bandet Masterplan.

## Låtlista
1. "Crimson Rider" - 3:59
2. "Back for My Life" - 4:12
3. "Wounds" - 4:04
4. "I'm Not Afraid" - 5:30
5. "Headbanger's Ballroom" - 4:55
6. "After This War" - 3:51
7. "Into the Arena" - 4:11
8. "Dark from the Dying" - 4:09
9. "Falling Sparrow" - 5:36
10. "Black in the Burn" - 9:47
11. "Treasure World" (Bonus)